# YUBA liga 1973-1974
La YUBA liga 1973-1974 è stata la 30ª edizione del massimo campionato jugoslavo di pallacanestro maschile. La vittoria finale è stata ad appannaggio dello Zadar.

## Regular season
|     | Squadra               | G  | V  | P  | PF    | PS    | Pt. | Qualificazione |
| --- | --------------------- | -- | -- | -- | ----- | ----- | --- | -------------- |
| 1.  | Zadar                 | 26 | 22 | 4  | 2.317 | 1.976 | 44  |                |
| 2.  | Jugoplastika Split    | 26 | 19 | 7  | 2.351 | 2.107 | 38  |                |
| 3.  | Stella Rossa Belgrado | 26 | 17 | 9  | 2.378 | 2.216 | 34  |                |
| 4.  | Bosna Sarajevo        | 26 | 14 | 12 | 2.192 | 2.144 | 28  |                |
| 5.  | Radnički Belgrado     | 26 | 14 | 12 | 2.365 | 2.316 | 28  |                |
| 6.  | Partizan Belgrado     | 26 | 14 | 12 | 2.178 | 2.080 | 28  |                |
| 7.  | AŠK Lubiana           | 26 | 13 | 13 | 2.349 | 2.294 | 26  |                |
| 8.  | Borac Čačak           | 26 | 12 | 14 | 2.332 | 2.366 | 24  |                |
| 9.  | OKK Belgrado          | 26 | 12 | 14 | 2.092 | 2.210 | 24  |                |
| 10. | Lokomotiva Zagabria   | 26 | 11 | 15 | 2.271 | 2.377 | 22  |                |
| 11. | Rabotnički Skopje     | 26 | 9  | 17 | 2.252 | 2.365 | 18  |                |
| 12. | Metalac Valjevo       | 26 | 8  | 18 | 1.916 | 2.147 | 16  |                |
| 13. | Industromontaža       | 26 | 8  | 18 | 1.988 | 2.192 | 16  | retrocesse     |
| 14. | Željezničar Sarajevo  | 26 | 7  | 19 | 1.896 | 2.087 | 14  | retrocesse     |

| YUBA liga 1973-1974 |
| ------------------- |
| Zadar 4º titolo     |

## Formazione vincitrice
| N° | Naz.                  | Ruolo | Sportivo             |  | Alt. |  |
| -- | --------------------- | ----- | -------------------- |  | ---- |  |
|    | Jugoslavia (bandiera) |       | Čedomir Perinčić     |  |      |  |
|    | Jugoslavia (bandiera) |       | Jure Fabijanić       |  |      |  |
|    | Jugoslavia (bandiera) |       | Bruno Marcelić       |  |      |  |
|    | Jugoslavia (bandiera) |       | Bruno Petani         |  |      |  |
|    | Jugoslavia (bandiera) | P     | Giuseppe Gjergja     |  | 176  |  |
|    | Jugoslavia (bandiera) | C     | Krešimir Ćosić       |  | 209  |  |
|    | Jugoslavia (bandiera) |       | Zdravko Jerak        |  |      |  |
|    | Jugoslavia (bandiera) |       | Nedjeljko Ostarčević |  |      |  |
|    | Jugoslavia (bandiera) |       | Tomislav Matulović   |  |      |  |
|    | Jugoslavia (bandiera) | P     | Branko Skroče        |  | 195  |  |
|    | Jugoslavia (bandiera) |       | Branko Bakija        |  |      |  |
|    | Jugoslavia (bandiera) |       | Žarko Bjedov         |  |      |  |
|    | Jugoslavia (bandiera) | All.  | Lucijan Valčić       |  |      |  |